# Христо Даскалов (политик)
Вижте пояснителната страница за други личности с името Христо Даскалов.
Христо Йорданов Даскалов е български учен, професор по безопасност на храните в Национален диагностичен научноизследователски ветеринарномедицински институт (София) и политик от коалиция „Продължаваме промяната“ {https://promeni.bg/, |Учредител на ПП "Продължаваме Промяната" през 2022 г.|2022|11|12}} Избран е за народен представител в 47-ото, 48-ото и 49-ото народно събрание, {https://www.parliament.bg/bg%7C Член на комисиите по земеделие и околна среда и води на 48-ото НС и на комисията по земеделие, храни и гори и комисията по образование и наука на 49-ото НС.|2022|11|12}} От 30 декември 2021 до 6 октомври 2022 г. заема поста на изпълнителен директор на БАБХ. Представител на ПК ПП-ДБ в Асамблеята по православие в 48-ото и 49-ото НС.

## Биография
Роден е на 13 декември 1959 година в град Първомай, област Пловдив. Завършва ветеринарна медицина в Московската ветеринарна академия през 1985 година. Има специализации в Heriot-Wat University (Великобритания), в Държавния университет във Форт Колинз, Колорадо (САЩ), в Нидерландия, Франция, Германия, Дания, Швеция и др.
Има 37-годишен професионален стаж като учен, експерт и специалист в областта на безопасността и контрола на храните, както и биология и болести на хидробионтите. Има над 130 публикувани научни труда, като над 50 от тях са в най-реномираните световни списания по безопасност и качество на храните. Автор е на 4 учебника и учебни помагала. Ръководител на 15 научни проекта, 5 от които международни, цитирания в международната специализирана литература над 1400 (https://scholar.google.com/citations?user=lx1_eWcAAAAJ&hl=en)
Редовен аспирант от 1986 до 1989 г. във ВМФ при ВИЗВМ Стара Загора; асистент от 1989 г. до 2000 г. във ВИЗВМ Стара Загора; доцент от 2000 г., ВИЗВМ Стара Загора; от 2008 г. работи в НДНИВМИ София като Ръководител на Националния център по безопасност на храни, НДНИВМИ, БАБХ. От 2013 година е професор в НДНИВМИ София. Лектор е в Софийския университет, в Лесотехническия и в Тракийския, както и по програма на ЕС Better Training for Safer Food.
Заместник-председател е на Селскостопанската академия (май 2015 – април 2017). От 30 декември 2021 до 6 октомври 2022 година е изпълнителен директор на БАБХ.
Членува в Клубовете за гласност и демокрация от 1991 година, в Съюза на демократичните сили до 2004 година, а от януари 2005 година е член на Демократи за силна България, където е член на Националното ръководство през 2007 – 2008 година.; Учредител и член на ПП Продължаваме промяната от 2022 г.